# Tư Mã Ngung
Tư Mã Ngung (chữ hán: 司馬顒) (?-306), tên tự là Văn Tại (文 載), là tông thất nhà Tấn và có khoảng thời gian ngắn làm nhiếp chính cho Tấn Huệ Đế. Ông là người thứ bảy trong số tám vị tông thất nhà Tấn tham gia vào Loạn bát vương. Tước hiệu của ông là Hà Gian Vương (河 間 王), sau khi chết ông không có Thụy hiệu nào.

## Sự nghiệp ban đầu
Tư Mã Ngung là con trai của Thái Nguyên Liệt vương Tư Mã Côi (司馬 瑰), cháu nội của An Bình Hiến vương Tư Mã Phu em trai của Tư Mã Ý. Sau khi cha mất, Tư Mã Ngung được thừa kế chức vị của cha. Năm 276, ông nhận đất phong của mình (gần Thái Nguyên, Sơn Tây ngày nay), nhưng vào năm 277, đất phong của ông được chuyển đến Hà Gian (河 間), (gần Thương Châu, Hà Bắc ngày nay). Ông trở nên nổi tiếng vì trọng dụng người tài, và trong một chuyến thăm của ông tới kinh đô Lạc Dương, Tấn Vũ Đế đã ấn tượng về ông, nói rằng ông là tấm gương tốt để các hoàng tử noi theo. Vào năm 299,trong thời gian trị vì của Tấn Huệ Đế, ông được đảm nhận trọng trách bảo vệ Trường An-nơi mà Tấn Vũ Đế đã để di chiếu rằng chỉ có những người thân cận với hoàng đế mới được đảm nhận, nhưng các đại thần trong triều đã giao việc này cho Tư Mã Ngung vì danh tiếng của ông dưới thời Tấn Vũ Đế.

## Loạn Bát Vương
Sau khi Tấn Huệ Đế bị Triệu vương Tư Mã Luân phế truất vào năm 301, Tề vương Tư Mã Quýnh (em họ Huệ Đế) đã thực hiện cuộc nổi dậy để khôi phục lại ngai vàng Huệ Đế. Ban đầu, Tư Mã Ngung cử tướng của mình là Trương Phương (張 方) đến hỗ trợ Tư Mã Luân, nhưng khi nghe tin Tư Mã Quýnh và đồng minh của Quýnh là Thành Đô vương Tư Mã Dĩnh (anh trai của Huệ đế) có lực lượng áp đảo, ông đã chuyển phe và quay sang ủng hộ cho phe nổi loạn.
Sau khi Tư Mã Quýnh và Tư Mã Dĩnh đánh bại và giết chết Tư Mã Luân, Quýnh trở thành nhiếp chính Tấn Huệ Đế. Quýnh tức giận với Tư Mã Ngung vì ban đầu đã ủng hộ Tư Mã Luân, tuy nhiên sau đó Quýnh đã ban cho Ngung các danh hiệu và ba trong số Cửu tích (九錫) (Của cải triều đình ban tặng). 
Tư Mã Ngung, sau khi biết Tư Mã Quýnh tức giận về việc ông từng ủng hộ Tư Mã Luân, ông ta bắt đầu thực hiên mưu đồ riêng. Nghe theo lời mưu sĩ ông ta viết thư sai Trường Sa vương Tư Mã Nghệ (anh trai của Tấn Huệ Đế) lật đổ Tư Mã Quýnh, tin rằng Tư Mã Nghệ sẽ thất bại, ông sau đó sẽ lấy cớ Quýnh giết Nghệ, hợp binh với Tư Mã Dĩnh, chống lại Tư Mã Quýnh. Một khi đã chiến thắng, ông ta sẽ phế truất Huệ đế và phong Tư Mã Dĩnh làm hoàng đế, sau đó làm tể tướng cho Tư Mã Dĩnh. Vào mùa đông năm 302, Tư Mã Ngung tuyên bố nổi dậy, và Tư Mã Dĩnh sớm tham gia, bất chấp lời can ngăn của mưu sĩ Lư Chí (盧志). Nghe tin Tư Mã Nghệ có âm mưu lật đổ mình, Tư Mã Quýnh đã ra tay trước Tư Mã Nghệ, nhưng Tư Mã Nghệ đã chuẩn bị sẵn sàng và đã vào cung để khống chế Huệ Đế. Sau một trận chiến trên đường phố, quân của Tư Mã Quýnh bị đánh bại và tan rã, Quýnh bị xử tử. Tư Mã Nghệ trở thành nhiếp chính, dù vậy tất cả các vấn đề quan trọng đều đệ trình lên cho Tư Mã Ngung tại Nghiệp thành (鄴城), thuộc Hàm Đan, Hà Bắc ngày nay) để quyết định.
Điều này trái với kế hoạch của Tư Mã Ngung. Vào mùa thu năm 303, ông thuyết phục Tư Mã Dĩnh một lần nữa cùng mình chống lại Tư Mã Nghệ. Trong khi Tư Mã Ngung và Tư Mã Dĩnh có lực lượng áp đảo, lực lượng của họ vẫn không thể giành được chiến thắng trước Tư Mã Nghệ. Lực lượng của Tư Mã Nghệ chuẩn bị rút lui vào mùa xuân năm 304 thì Đông Hải vương Tư Mã Việt, cháu của chú nội của Tấn Huệ Đế, đố kị với Tư Mã Nghệ nên đã phao tin Ngung, Dĩnh đánh thành không phải hại Huệ Đế mà giết Nghệ, nên đã bắt ông ta và giao cho tướng của Tư Mã Ngung là Trương Phương sau đó hành quyết Tư Mã Nghệ bằng cách thiêu chết. Tư Mã Dĩnh nắm quyền kiểm soát triều đình, tiếp tục kiểm soát từ xa từ Nghiệp thành. Tư Mã Ngung được trao quyền lực, và sau đó vào năm 304 sắp xếp Tư Mã Dĩnh làm Hoàng thái đệ.
Tuy nhiên, Tư Mã Dĩnh sau khi phong Hoàng thái đệ lại sinh ra kiêu căng gây ra thất vọng cho nhiều người. Ông ta đặt những người mà ông ta tin tưởng, phụ trách việc phòng thủ Lạc Dương, đồng thời kiểm soát triều đình từ xa từ Nghiệp thành. Cuối cùng, các quan chức ở Lạc Dương cảm thấy mệt mỏi với tình hình này, và họ đứng lên dưới quyền chỉ huy của Tư Mã Việt vào mùa hè năm 304. Tư Mã Việt kéo theo Huệ Đế thân chinh cùng mình, tấn công Nghiệp thành. Tư Mã Dĩnh, sau một số do dự ban đầu, đã chiến đấu với quân của Tư Mã Việt và đánh bại Việt, buộc ông ta phải chạy trốn và Dĩnh bắt giữ Huệ Đế. Ông không đưa Huệ đế trở về Lạc Dương, mà giữ ông ở Nghiệp thành.
Việt mời đô đốc Vương Tuấn mang quân đánh Tư Mã Dĩnh. Điều này tạo cơ hội cho Vương Tuấn (王浚), đang chỉ huy lực lượng ở U châu (幽州), (Bắc Kinh hiện tại, Thiên Tân và bắc Hà Bắc), người mà Tư Mã Dĩnh đã có tranh chấp trước đó, có cớ để tấn công Tư Mã Dĩnh. Cho rằng Tư Mã Dĩnh đã giam giữ Huệ Đệ không đúng. Lực lượng của Vương Tuấn đã được tăng cường với những binh lính Tiên Ti và Ô Hoàn, và lực lượng của Tư Mã Dĩnh, vì sợ khả năng chiến đấu của họ, đã sụp đổ, trước khi họ có thể được tăng cường bằng lực lượng Hung Nô dưới sự chỉ huy của Tư Mã Dĩnh.

## Nhiếp Chính
Tư Mã Ngung ở Trường An, nghe tin Huệ Đế về Lạc Dương, bèn sai bộ tướng Trương Phương mang quân vào Lạc Dương lấy danh nghĩa cứu giá. Khi Tư Mã Dĩnh đến Lạc Dương, ông ta thấy quân của Tư Mã Ngung ở đó, do Trương Phương chỉ huy. Tuy nhiên, thay vì tiếp tục hỗ trợ Tư Mã Dĩnh, Tư Mã Ngung đã quay lưng lại với Tư Mã Dĩnh và phế truất ông ta khỏi vị trí Hoàng thái tử, thay vào đó một người anh em khác của Huệ Đế, Dự Chương quận vương  Tư Mã Xí làm thái tử. Tư Mã Dĩnh bị giáng chức trở lại làm Thành Đô vương. Ngay sau đó, Trương Phương buộc Huệ Đế, Thái tử Xí và Tư Mã Dĩnh chuyển từ Lạc Dương đến Trường An, dưới sự điều hành của Tư Mã Ngung, ông cải niên hiệu là Vĩnh Hưng.Từ đó ông trở thành nhiếp chính.
Tư Mã Ngung cố gắng xoa dịu các lực lượng chống đối có thể xảy ra bằng cách thăng chức cho tất cả các hoàng tử và tông thất nhà Tấn, nhưng việc thăng chức của ông không mang lại hiệu quả như mong muốn. Vào mùa thu năm 305, Tư Mã Việt tiếp tục đưa quân đi nổi loạn, lần này là chống lại Tư Mã Ngung, cho rằng Tư Mã Ngung đã ép buộc Huệ Đế dời đô không chính đáng. Các Thứ sử và tướng lãnh khác nhau buộc phải thuộc phe này hay phe kia. Cuộc chiến ban đầu ở vào thế giằng co hai bên. Đầu năm 306, sau một vài chiến thắng lớn trước phe Ngung của Tư Mã Việt, Tư Mã Ngung bắt đầu sợ hãi, ông hành quyết Trương Phương để tìm kiếm hòa hoãn; Tư Mã Việt từ chối. Đến mùa hè năm 306, Tư Mã Ngung buộc phải từ bỏ cả Trường An và Huệ Đế, và lực lượng của Tư Mã Việt đã đón Huệ Đế trở về Lạc Dương.
Tuy nhiên, quân của Tư Mã Ngung đã sớm đánh trả và chiếm lại Trường An nhưng không thể chiếm được bất kỳ thành trì lớn nào khác trong cùng khu vực. Sau đó Tư Mã Việt đề nghị chức Tư Đồ cho Tư Mã Ngung. Tư Mã Ngung đồng ý chấp nhận và quay trở lại Lạc Dương. Tuy nhiên, khi đến Tân An (新安), gần Lạc Dương), ông đã bị Nam Dương vương Tư Mã Mô (司馬 模) (em trai của Tư Mã Việt) vì có thù Ngung, sợ sau này có quyền trong triều đình sẽ hại mình nên mang quân đón đường và bị bóp cổ đến chết. Ba người con trai của ông đã bị giết cùng với ông.